# Steinenstadt

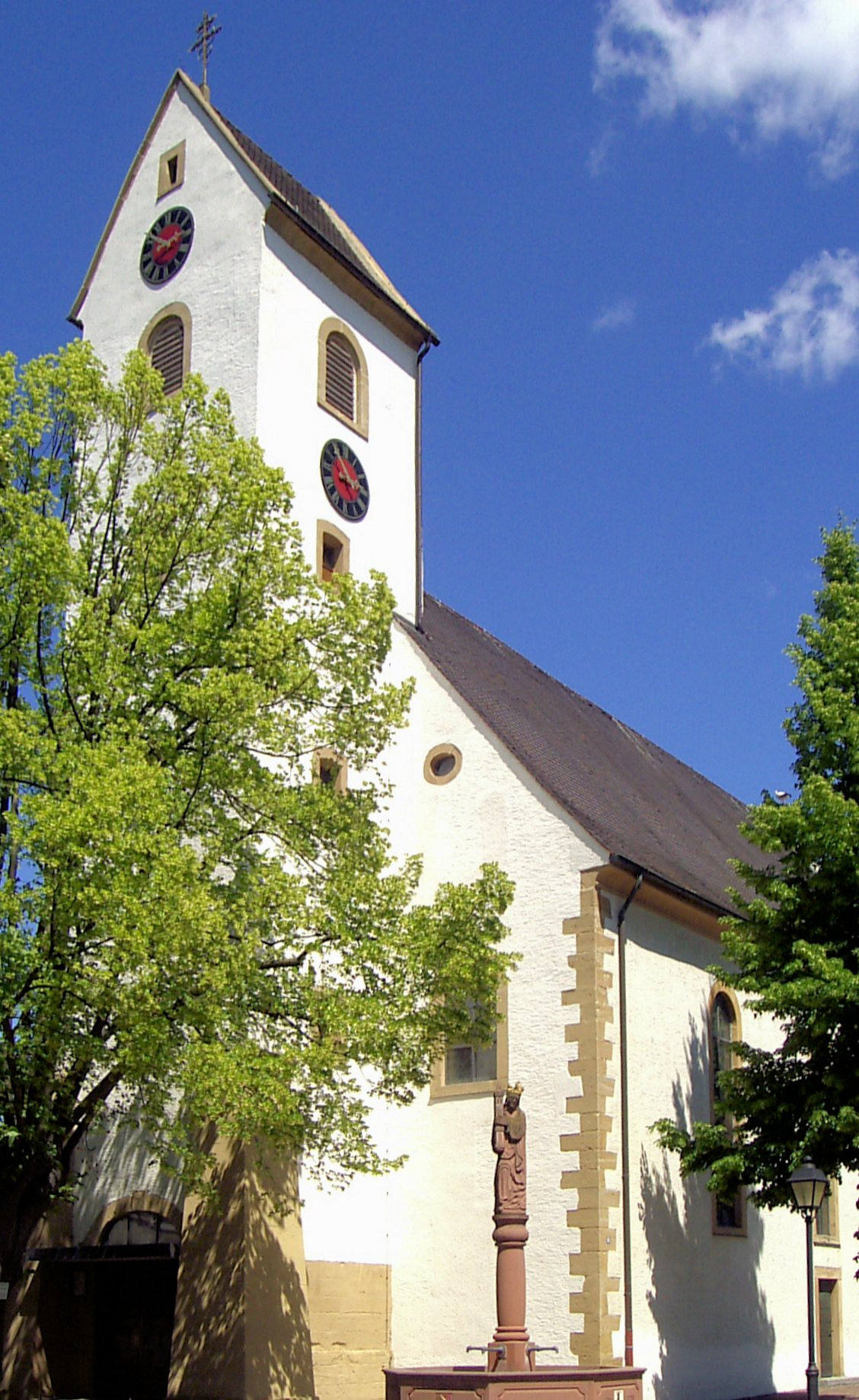
Kirchturm St. Barbara mit Barbara-Brunnen

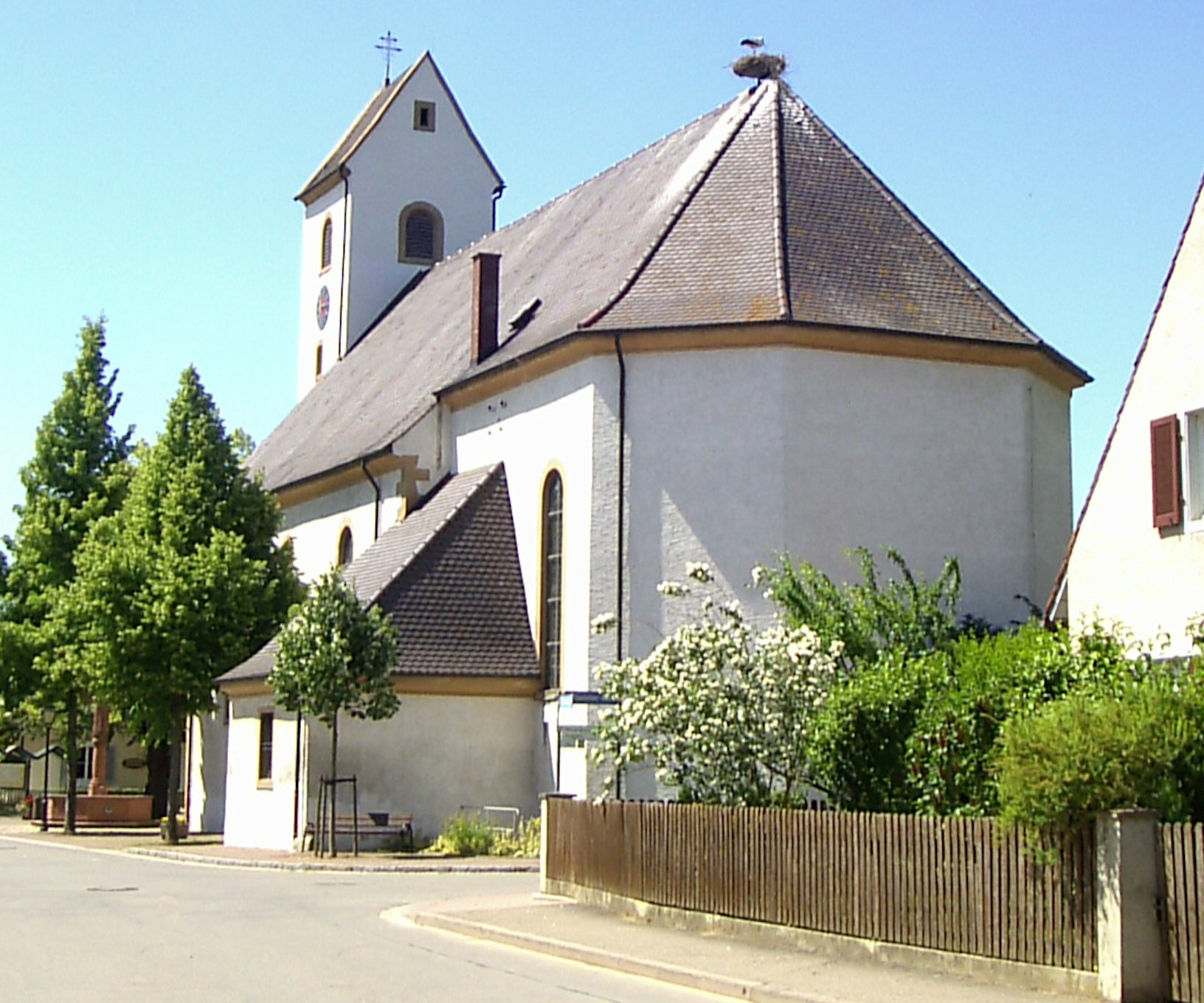
Kirchenschiff St. Barbara mit Storchennest

Steinenstadt ist ein Dorf im Markgräflerland in Baden-Württemberg, es hat 1441 Einwohner. Bis zur Eingemeindung im Jahr 1975 durch die Gebietsreform in die Stadt Neuenburg war Steinenstadt selbständig.

## Geografie
Steinenstadt liegt viereinhalb Kilometer südlich des Neuenburger Stadtzentrums, unweit des Altrheins und abseits überregionaler Verkehrsströme. Das Haufendorf wurde an einer vor Hochwassern des Rheins geschützten Stelle über der Hochufer-Linie angelegt.

## Geschichte
Der Name Steinenstadt könnte von steinige Stätte hergeleitet sein, was auf römische Bauten hinweisen würde.
Seine erste Erwähnung fand Steinenstadt am 31. August 790. Kaiser Karl der Große schenkte an diesem Tag mit der Unterzeichnung einer Urkunde das Gut Steinenstadt dem Kloster St. Martin in Tours. Im Jahr 993 wurde Steinenstadt im Zusammenhang mit einem heute nicht mehr existierenden Nachbarort oder Ortsteil namens Rinken erwähnt.
Die heutige katholische Kirche St. Barbara entstand 1780/1781.
Bis 1803 gehörte Steinenstadt zur Landvogtei Schliengen, die Teil des Fürstbistums Basel war. Danach wurde Steinenstadt badisch und kam zum 1809 neu gebildeten Bezirksamt Müllheim, dem späteren Landkreis Müllheim.
40 % der Häuser wurden während des Zweiten Weltkrieges zerstört. Der Wiederaufbau des Ortes dauerte zehn Jahre.
Am 1. Januar 1975 verlor die Gemeinde mit der Eingliederung nach Neuenburg ihre Selbständigkeit.
1952 erfolgte südlich von Steinenstadt eine Tiefenbohrung zur Erkundung von Erdölvorräten. Man wurde nicht fündig, die Arbeiten wurden abgebrochen und das Bohrloch mit einer Betonplatte versiegelt. Aus dem Untergrund drückte Wasser durch das Bohrloch an die Oberfläche, sodass die Betonplatte Ende 1952 zerbrach. Die salzhaltige, 33,9 °C warme Quelle wurde Analysen unterzogen, die am Ende Trinkwasserqualität bescheinigten. Die Quelle wurde durch die Gemeinde Badenweiler, die Eigentümerin des Bohrloch-Grundstücks war, verstärkt ausgebeutet. Eine Pumpe förderte bis zu 120 Liter Heilwasser pro Minute zutage. Ein Teil des Wassers wurde als Trinkkuren für die Gäste des Kurortes Badenweiler abgefüllt, der Rest versorgt das Steinenstadter Thermal-Sportbad. Die Trinkkur-Abfüllung wurde 1983 eingestellt, nachdem eine Aufkeimung des Wassers festgestellt wurde.

## Sehenswürdigkeiten
- Kirche Sankt Barbara
- Barbara-Brunnen auf dem Kirchplatz, 1990 zur 1200-Jahr-Feier errichtet.

## Wappen
Blasonierung: „In Silber ein schwarzer Bischofsstab.“ (Baselstab)

## Belege
1. 1 2  Volker Münch: Neuenburg: Auf Wachstumskurs. Badische Zeitung, 11. Januar 2016, abgerufen am 25. Januar 2017.
2. ↑  Statistisches Bundesamt (Hrsg.): Historisches Gemeindeverzeichnis für die Bundesrepublik Deutschland. Namens-, Grenz- und Schlüsselnummernänderungen bei Gemeinden, Kreisen und Regierungsbezirken vom 27.5.1970 bis 31.12.1982. W. Kohlhammer, Stuttgart / Mainz 1983, ISBN 3-17-003263-1, S. 509 (Statistische Bibliothek des Bundes und der Länder [PDF; 41,1 MB]).
3. ↑  Günter Mattern: Markgräflerland. Der Baselstab im Gemeindewappen. In: Baselbieter Heimatblätter, 1979, Heft 2/3.